# 公設市場
公設市場（こうせついちば）は、市場（いちば）の一形態で、公共団体の所有する土地や建物に設けられたものを指す。卸売市場・小売市場いずれの形態でも設置され、両者を兼ねている場合もあるが、日本語で単に「公設市場」と呼称する場合、多くは公設の小売市場を指す。
この項では特記なき限り日本における公設小売市場の例について説明する。日本の公設卸売市場の一覧についてはCategory:日本の卸売市場、中央卸売市場#一覧、地方卸売市場#主な地方卸売市場参照。

## 歴史
日本初の公設小売市場は、1918年（大正7年）4月15日に大阪府大阪市が開設した「大阪市設小売市場」とされる。
同年8月より全国で米騒動が発生し、適正な価格での食料の安定流通が各自治体での政策課題となったことから、とくに小売市場としての公設市場が全国で相次いで設立された。8月12日には愛知県名古屋市で、9月には京都府京都市で設置された。同年12月には内務省から「小売市場設置奨励ノ件」が発せられた。
1920年（大正9年）時点では六大都市に計109か所の公設市場（卸売市場含む）があった。公設小売市場に限れば、東京府に70か所、神奈川県横浜市に6か所、名古屋市に5か所、京都市に6か所、大阪府大阪市に15か所、兵庫県神戸市に8か所あった。

## 主な公設市場

### 名古屋市
愛知県名古屋市には、築地、元古井、牧野、徳川、大高、南陽の6か所の公設市場がある（2020年（令和2年）4月時点）。最盛期には15か所の公設市場があったとされる。
- 築地公設市場（名古屋市港区名港1-13-10） - 1919年（大正8年）8月設置。1963年（昭和38年）12月改築。[3]
- 徳川公設市場（名古屋市東区徳川町522） - 1925年（大正14年）3月設置。1962年（昭和37年）12月改築。[4]
- 元古井公設市場（名古屋市千種区今池2-27-22） - 1926年（大正15年）11月設置。1964年（昭和39年）12月改築。[5]
- 牧野公設市場（名古屋市中村区太閤3-7-64） - 1951年（昭和26年）5月設置。1969年（昭和44年）12月改築。[6]
- 大高公設市場（名古屋市緑区森の里1-93） - 1979年（昭和54年）8月設置。[7]
- 南陽公設市場（名古屋市港区秋葉1-130-4） - 1981年（昭和56年）6月設置。[8]

廃止された公設市場
- 中公設市場（名古屋市中区大須3-10-26） - 1918年（大正7年）設置。2017年（平成29年）春廃止。2019年（令和元年）8月には跡地に商業施設「Multina Box」が開業。

### 京都市
京都府京都市に設置された公設市場は最盛期には16か所を数えたが、2006年（平成18年）3月末までにすべて廃止され民営のスーパーマーケットに転換された。最後まで存続していたのは北野、田中、深草の3か所である。
- 北野公設市場（京都市上京区中立売通七本松東入） - 1918年（大正7年）設置。1999年（平成11年）「メッサ北野」の愛称を制定。2006年（平成18年）廃止・民営化。
- 川端公設市場（京都市中京区川端通丸太町上ル） - 1918年（大正7年）設置。1970年（昭和45年）勧修公設市場として移転。現在は川端通の一部。
- 七条公設市場（京都市下京区新町通七条下ル） - 1918年（大正7年）設置。愛称は「エビスク七条」。2004年（平成16年）廃止・民営化。
- 新町頭公設市場（京都市上京区上御霊前通堀川東入） - 1919年（大正8年）設置。1949年（昭和24年）閉鎖。現在は妙覚寺および一般住宅。
- 壬生公設市場（京都市中京区壬生坊城町） - 1919年（大正8年）設置。1945年（昭和20年）疎開のため廃止。現在は壬生坊城第二団地。
- 正面公設市場（京都市下京区正面通川端東入） - 1919年（大正8年）設置。1990年（平成2年）閉鎖。現在は公園。
- 丹波橋公設市場（京都市伏見区東大文字町） - 1924年（大正13年）設置。1931年（昭和6年）伏見市の京都市編入に伴い京都市設置の公設市場となる。2006年（平成18年）廃止・民営化しフレスコ丹波橋店となるも、2016年（平成28年）閉店。
- 八条公設市場（京都市下京区西九条寺ノ前町） - 1927年（昭和2年）設置。1946年（昭和21年）閉鎖。
- 船岡公設市場（京都市北区紫野西藤ノ森町） - 1928年（昭和3年）設置。愛称は「メルカードふなおか」。2005年（平成17年）廃止・民営化。その後閉店。
- 下鴨公設市場（京都市左京区下鴨貴船町） - 1928年（昭和3年）設置。愛称は「セルフィー下鴨」。2005年（平成17年）廃止・民営化。その後グレースたなか下鴨店となる。
- 田中公設市場（京都市左京区田中飛鳥井町） - 1930年（昭和5年）設置。1996年（平成8年）改修、「グレースたなか」の愛称を制定。2006年（平成18年）廃止・民営化。
- 花園公設市場（京都市右京区花園木辻南町） - 1934年（昭和9年）設置。1992年（平成4年）改築、「ミール花園」の愛称を制定。2006年（平成18年）廃止・民営化。2010年（平成22年）閉店。
- 嵯峨公設市場（京都市右京区嵯峨折戸町） - 1934年（昭和9年）設置。愛称は「コーセツ嵯峨」。2005年（平成17年）廃止・民営化し、フレスコSAGA店となる。
- 山科公設市場（京都市山科区安朱南屋敷町） - 1938年（昭和13年）設置。1992年（平成4年）山科駅前再開発により閉鎖。
- 上賀茂公設市場（京都市北区上賀茂北大路町） - 1939年（昭和14年）設置。1949年（昭和24年）閉鎖。
- 修学院公設市場（京都市左京区一乗寺里ノ西町） - 1939年（昭和14年）設置。1949年（昭和24年）閉鎖。
- 深草公設市場（京都市伏見区深草直違橋五丁目） - 1940年（昭和15年）設置。愛称は「デリシャス5深草」。2006年（平成18年）廃止・民営化。その後閉店・解体され現在は跡地にマンションが建っている。
- 勧修公設市場（京都市山科区勧修寺西栗栖野町） - 1970年（昭和45年）川端公設市場を移転して設置。1992年（平成4年）改修、「フレスコ勧修」の愛称を制定しスーパーマーケット化。2004年（平成16年）廃止・民営化。スーパーマーケット・フレスコの母体である。

### 大阪市
大阪市の公設市場は、第一次世界大戦の影響による諸物価の高騰を背景に、市民の日常生活に必要な物資の安定的供給と物価の安定を目的として、全国初の試みとして、大正7年（1918年）4月に4市場（谷町、境川、天王寺、福島）が6カ月限定の試験的応急施設として開設された。その後、同年8月の米騒動における白米販売によりその存在価値が高く評価されたことから恒久施設となり、昭和17年（1942年）には55市場とピークを迎えた。

その後、新業態の小売店舗（スーパーマーケット、コンビニエンスストア等）との競合や、消費者ニーズの多様化、施設の老朽化といった諸問題が生じたことから、昭和59（1984）年度に外部委員による委員会を設置し、公設市場のあり方について審議を重ねた結果、昭和59年度に43あった公設市場のうち32市場が事業協同組合を設立し、市の支援策の活用により、セルフ化など消費者ニーズに応えた民営の商業施設として再スタートしていった。公設市場の設置根拠となる条例（大阪市設小売市場条例）は、平成14年度末をもって廃止されている（平成14年3月29日公布、平成15年4月1日施行）。

### 兵庫県
- ふれあい公設市場（豊岡市千代田町3-6）

### 沖縄県

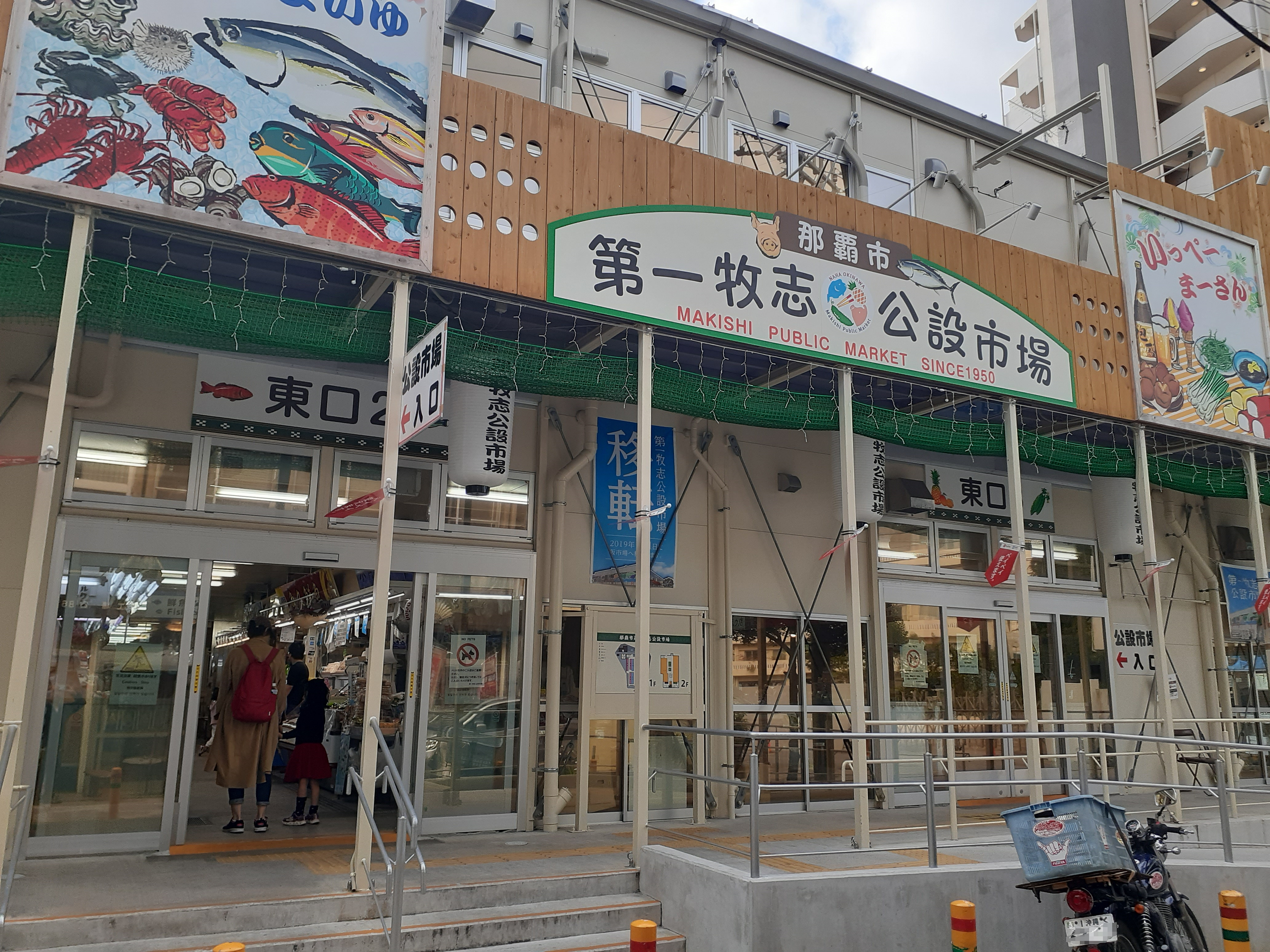
牧志公設市場（沖縄県那覇市）

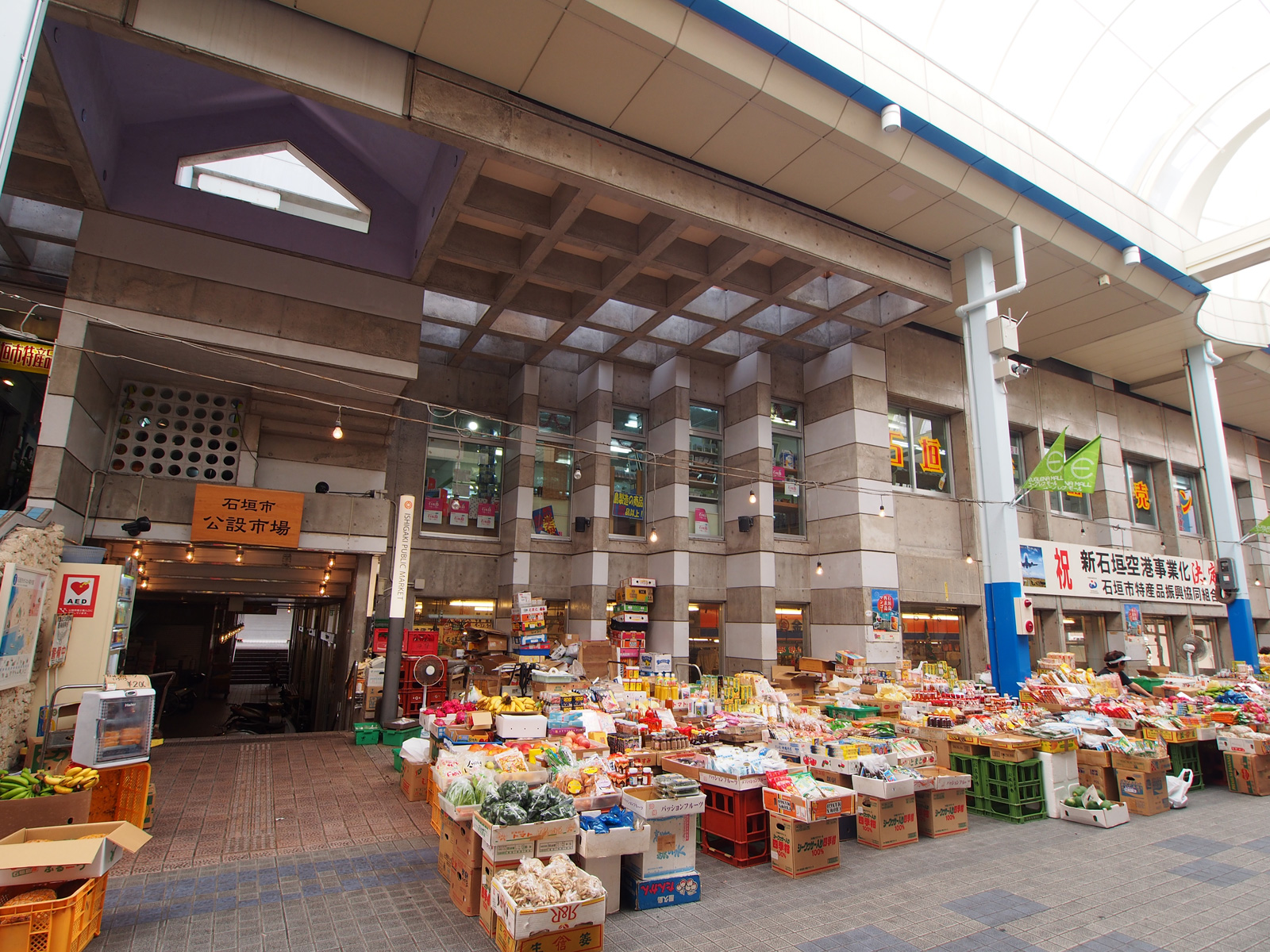
石垣市公設市場（沖縄県石垣市）

- 牧志公設市場（那覇市松尾2-10-1）
- 宮古島市公設市場（宮古島市平良下里1）
- 石垣市公設市場（石垣市大川208）
- 糸満市公設市場（糸満市糸満989）